# Buckskin Stallion Blues
Buckskin Stallion Blues — сплит-мини-альбом американской гранж-группы Mudhoney и кантри-певца Джимми Дейла Гилмора. Мини-альбом вышел 15 марта 1994 года на лейбле Sub Pop.

## Список композиций
1. «Tonight I Think I’m Gonna Go Downtown» — 2:50 (автор Джимми Дейл Гилмор, исполняет Mudhoney)
2. «Blinding Sun» — 4:38 (автор Mudhoney, исполняет Джимми Дейл Гилмор)
3. «Buckskin Stallion Blues» — 4:45 (исполняет Mudhoney и Джимми Дейл Гилмор)
4. «Tonight I Think I’m Gonna Go Downtown» — 2:52 (автор Джимми Дейл Гилмор, исполняет Джимми Дейл Гилмор)
5. «Blinding Sun» — 3:39 (автор Mudhoney, исполняет Mudhoney)

## Принимали участие в записи
- Марк Арм — гитара, вокал
- Джимми Дейл Гилмор — гитара, вокал.
- Стив Тёрнер — гитара
- Мэтт Лукин — бас-гитара
- Дэн Питерс — барабаны